# Partecipazioni di Baldichieri al Palio di Asti
La prima partecipazione moderna del Comune di Baldichieri risale al 1988. In passato, una compagine baldichierese ha conseguito una vittoria nella corsa astigiana: si tratta della Beata Concezione di Baldichieri, che si impose al Palio del 1793 con il fantino Reboà.
Di seguito sono elencati i risultati ottenuti a partire dal 1988.

## Piazzamenti al Palio di Asti
| Palio          | Fantino                      | Cavallo                        | Piazzamento           | Note |
| -------------- | ---------------------------- | ------------------------------ | --------------------- | --- |
| 1988           | Giulio Franco (Lince)        | East Eden (Gabaleone)          | 4° (Gallo)            | |
| 1989           | Alessandro Pelissero (Osso)  | East Eden(Leggenda) (scosso)   | Eliminato in batteria | |
| 1990           | Alessandro Pelissero (Osso)  | Gilda                          | Eliminato in batteria | |
| 1991           | Alessandro Pelissero (Osso)  | Echo Valley (scosso)           | 5° (Coccarda)         | |
| 1992           | Alessandro Pelissero (Osso)  | Echo Valley                    | 6°                    | |
| 1993           | Alessandro Pelissero (Osso)  | Double Tramp (scosso)          | Eliminato in batteria | |
| 1994           | Massimo Donatini (Stoppa)    | Mighty Dragon                  | 2° (Borsa di monete)  | |
| 1995           | Massimo Donatini (Stoppa)    | Mighty Dragon                  | 3° (Speroni)          | |
| 1996           | Dario Colagè (Il Bufera)     | Claret Spinner (scosso)        | Eliminato in batteria | |
| 1997           | Andrea Povero (Lenza)        | Matta per Amore                | Eliminato in batteria | |
| 1998           | Salvatore Blanco (Leòn)      | Lady Sharif                    | Eliminato in batteria | |
| 1999           | Fabrizio Gonella             | Giusy                          | Eliminato in batteria | |
| giugno 2000    | Antonello Ielpo              | Moldava (Tequila)(scosso)      | 8°                    | Palio del Giubileo                                                                                                 |
| settembre 2000 | Marco Molinaro               | Giusy                          | Eliminato in batteria | Palio ordinario |
| 2001           | Federico Barbagallo          | Moldava (Frida)                | Eliminato in batteria | |
| 2002           | Alberto Ricceri (Salasso)    | Love the Time                  | Eliminato in batteria | |
| 2003           | Alberto Ricceri (Salasso)    | Love the Time (scosso)         | Eliminato in batteria | |
| 2004           | Marco Pagliai (Timido)       | Ino                            | 9° (Acciuga)          | |
| 2005           | Tiziano Raffero (Il Tiziano) | Cippalippa                     | Eliminato in batteria | |
| 2006           | Marco Pagliai (Timido)       | Gabaleone II                   | Eliminato in batteria | |
| 2007           | Alessandro Chiti (Voragine)  | Alidan (Lord Wellington)       | Eliminato in batteria | |
| 2008           | Antonio Villella (Sgaibarre) | Carlomagno (Carletto)          | 6°                    | |
| 2009           | Antonio Villella (Sgaibarre) | Carlomagno (Il Baldo) (scosso) | Eliminato in batteria | |
| 2010           | Martin Ballesteros (Pampero) | Ave fenix                      | 8°                    | |
| 2011           | Martin Ballesteros (Pampero) | Sensa Sagrìn                   | 6°                    | |
| 2012           | Martin Ballesteros (Pampero) | Des Basta                      | 3°                    | |
| 2013           | Martin Ballesteros (Pampero) |                                | 9°                    | |
| 2014           | Antonio Villella (Sgaibarre) |                                | non classificato      | Sostituito in finale per infortunio da Mattia Chiavassa                                                            |
| 2015           | Donato Calvaccio             |                                | Eliminato in batteria | |
| 2016           | Simone Mereu (Deciso)        |                                | 6*                    | |
| 2017           | Simone Mereu (Deciso)        |                                | Eliminato in batteria | |
| 2018           | Mattia Chiavassa (Geronimo)  | Unico de Aighenta              | Eliminato in batteria | |
| 2019           | Mattia Chiavassa (Geronimo)  | Farfadet du Pecos              | 1º Classificato       | Baldichieri vince il suo primo Palio dalla ripresa. Palio Straordinario per i 900 anni del martirio di San Secondo |